# Erdinger
Erdinger (нем.) — марка немецкого пшеничного пива, которое производится баварской пивоварней «Эрдингер Вайсброй» (Privatbrauerei Erdinger Weißbräu Werner Brombach GmbH, сокращенно: Erdinger Weißbräu) в городе Эрдинг, Германия.

## История
Пивоварня в Эрдинге была основана Йоханом Кинли в 1886 году. После нескольких смен собственников приобретена Францем Бромбахом в 1935 году. 27 декабря 1949 года названа «Эрдингер». В 1965 году пивоварня достигла годового производства в 40000 гектолитров пива, в 1978 году — около 225 000 гектолитров и стала лидером на рынке вайсбира. В 1990 году годовой объем производства достигает 1 млн гектолитров.
В настоящее время Erdinger Weißbräu является крупнейшим производителем вайсбира в мире с годовым объемом производства около 1,5 млн гектолитров.

## Ассортимент
Предлагаются следующие сорта пива Erdinger :
- Weissbier — светло-золотистое нефильтрованное пшеничное с содержанием алкоголя 5,3 %.
- Alkoholfrei — светло-золотистое безалкогольное пшеничное пиво с содержанием алкоголя 0,4 %.
- Dunkel — тёмно-янтарное нефильтрованное пшеничное с содержанием алкоголя 5,3 %.
- Kristall — светло-золотистое фильтрованное пшеничное с содержанием алкоголя 5,3 %.
- Leicht — слабоалкогольное светлое нефильтрованное пшеничное с содержанием алкоголя 2,8 %.
- Pikantus — крепкое тёмное нефильтрованное пшеничное с содержанием алкоголя 7,3 %.
- Schneeweisse — сезонное светлое нефильтрованное пшеничное с содержанием алкоголя 5,6 %. Производится с 1997 года, в течение зимних месяцев — с ноября по февраль.
- Urweisse — полутёмное нефильтрованное пшеничное с содержанием алкоголя 4,9 %. Производится с 2008 г.
- Alkoholfrei Zitrone — коктейль из светлого нефильтрованного пшеничного пива и лимонного сока с содержанием алкоголя 0,3 %.
- Alkoholfrei Grapefruit — коктейль из светлого нефильтрованного пшеничного пива и сока грейпфрута с содержанием алкоголя 0,3 %.
- Festweiße — светлое нефильтрованное пшеничное с содержанием алкоголя 5,7 %. Производится для осеннего праздника пива в Эрдинге.
- Sommerweiße — сезонное летнее светлое нефильтрованное пшеничное с увеличенной закладкой хмеля и содержанием алкоголя 4,7 %.

## Галерея

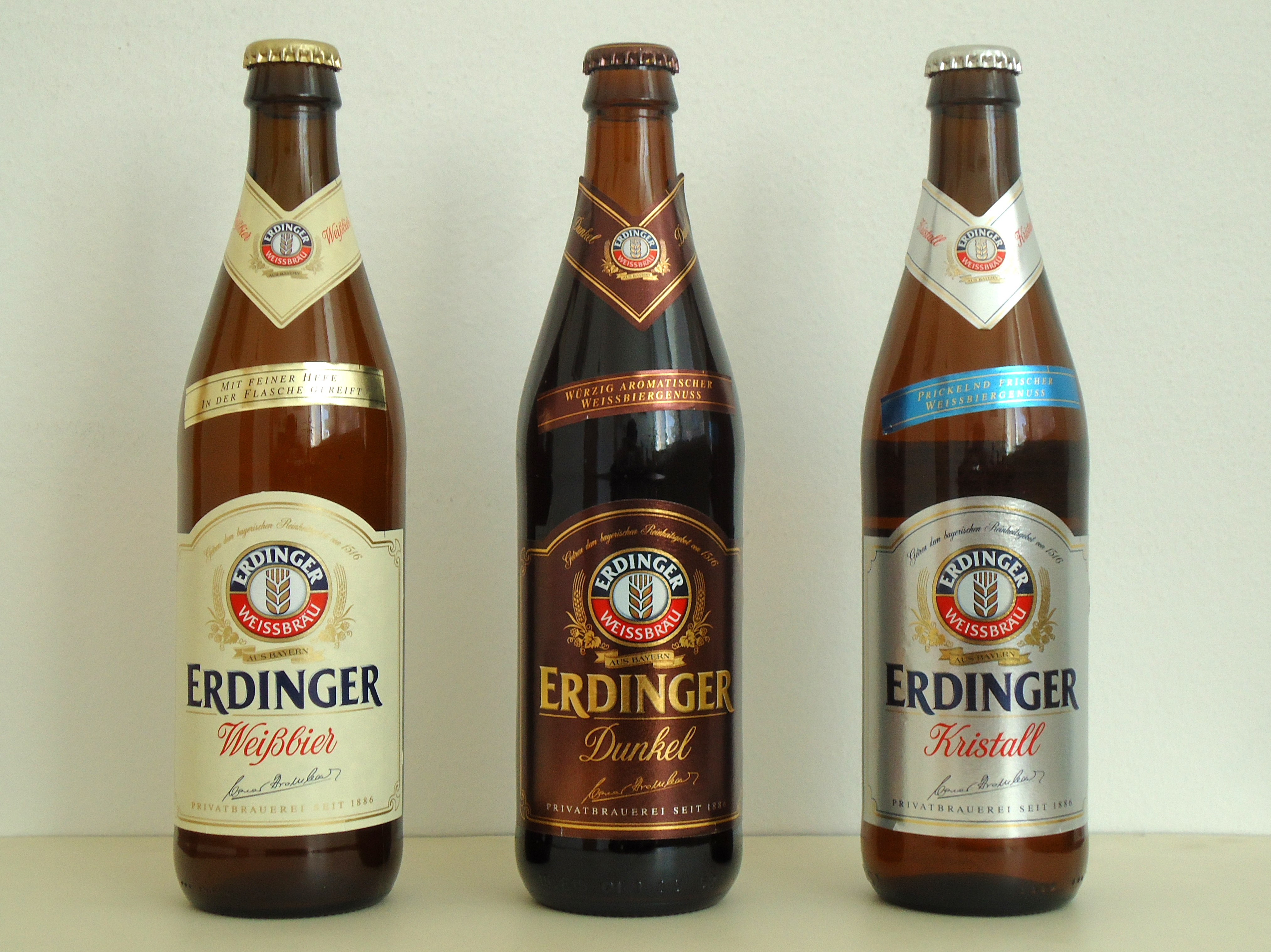
Erdinger
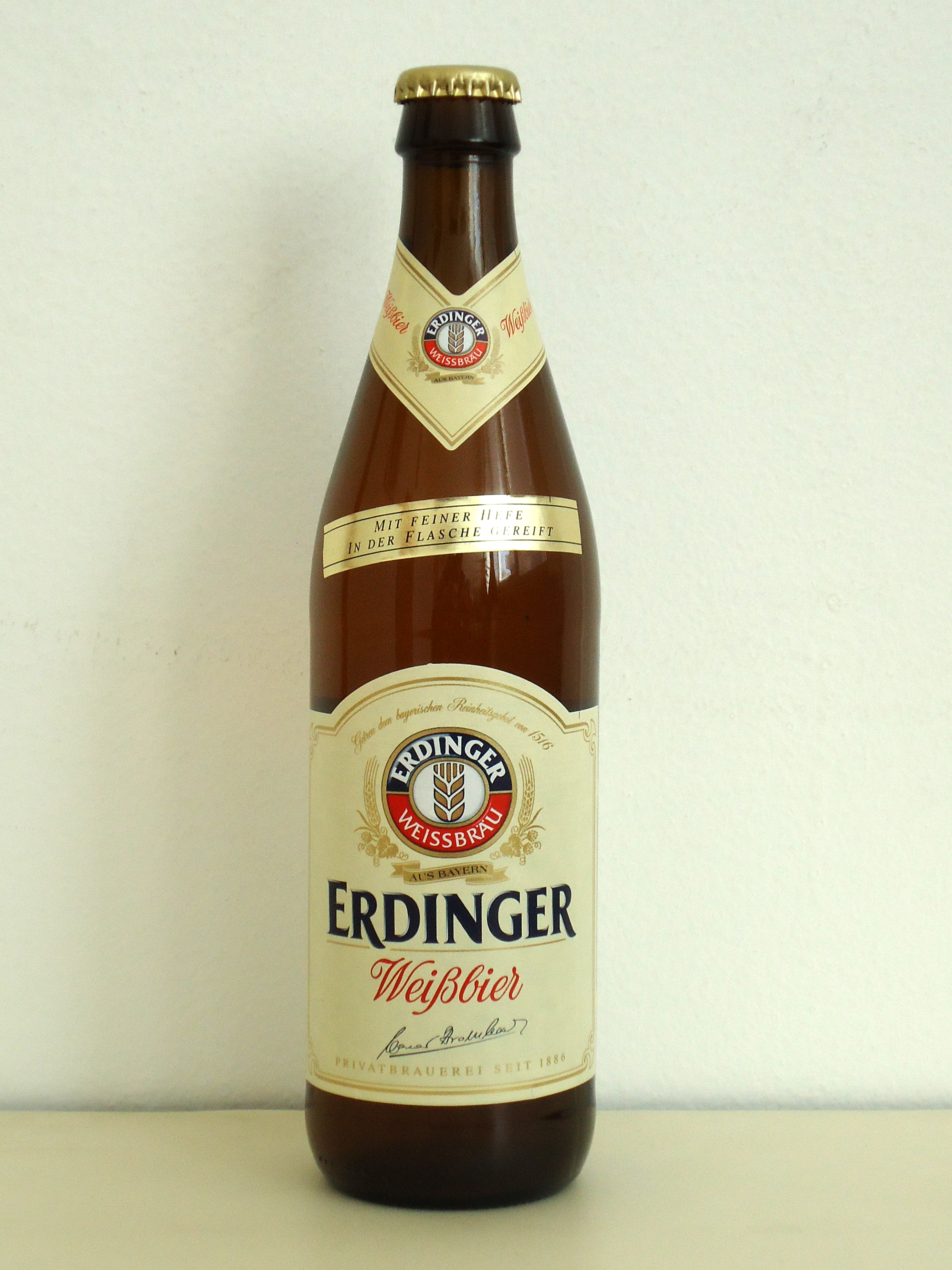
Erdinger Weisbier
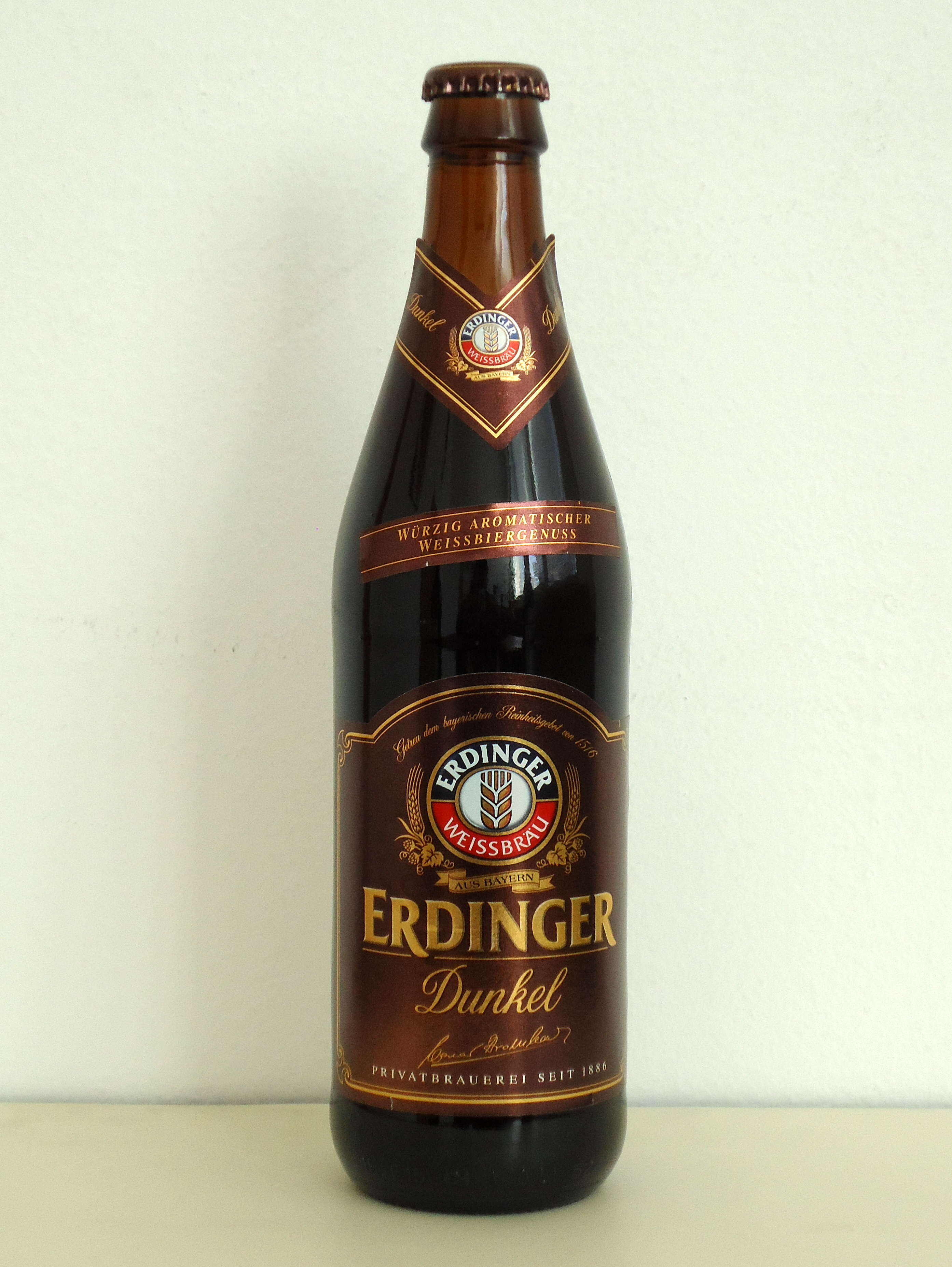
Erdinger Dunkel
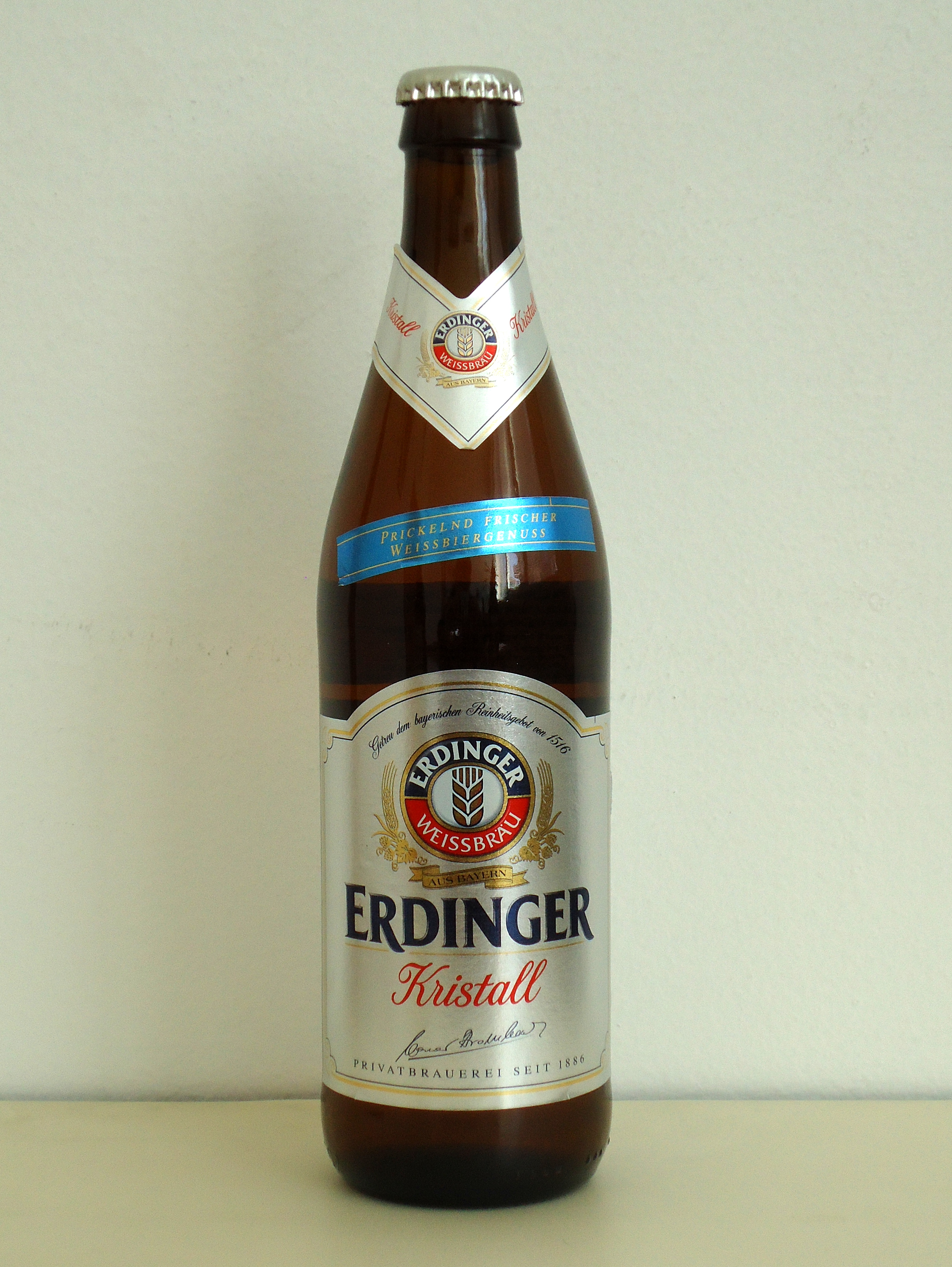
Erdinger Kristall